# Ľuborča (potok)
Ľuborča je potok na středním Pováží, v okrese Trenčín. Je to pravostranný přítok Váhu a měří 13,3 km. 

## Pramen
Pramení v Bílých Karpatech, v podcelku Súčanská vrchovina, na severovýchodním svahu vrchu Čerešienky (758,0 m n. m.) v nadmořské výšce kolem 710 m n. m. 

## Směr toku
V pramenné oblasti přibírá přítok zpod Javorníku (782,5 m n. m.) zleva. Na horním toku teče východojihovýchodním směrem, z obou stran přibírá několik kratších přítoků, protéká kolem samoty Antonstál s mysliveckým zámečkem a postupně se stáčí více na jihovýchod. Vstupuje do Považského podolie, nejprve protéká Bielokarpatským podhorím a následně Ilavskou kotlinou. Protéká přes Ľuborču, místní část města Nemšová, a pokračuje na jih. 

## Ústí
Jižně od Ľuborči ústí v nadmořské výšce kolem 220 m n. m. do Váhu.